# コリーナ・ウングレアーヌ
コリーナ・ジョージアナ・ウングレアーヌ（ルーマニア語: Corina Georgiana Ungureanu、1980年8月29日 - ）は、ルーマニアの体操競技選手。
プロイェシュティ出身。

## 来歴
1997年に開催された第33回世界体操競技選手権において女子団体総合で金メダルを獲得し、1999年に開催された第34回世界体操競技選手権においても同区分で金メダルを獲得した。1999年に脊髄の損傷により引退した。2004年に自伝が出版され、そのほかイギリスやイタリアなどでコーチを務めた。
引退後の1999年、ルーマニア版『プレイボーイ』誌に写真を掲載し物議を醸した。2002年11月には日本の『週刊現代』に、ラビニア・ミロソビッチ、クラウディア・プレサカンとヌード写真を寄せ再び物議を醸した。3人はルーマニア体操連盟のマークが入ったユニフォームを着用しており、その後連盟より5年間の出場停止処分が下った。